# Gustav Locke
Gustav Locke (* 16. Oktober 1886 in Diez; † 15. März 1949 in Wetzlar) war ein hessischer Politiker (SPD) und ehemaliger Abgeordneter des Beratenden Landesausschusses von Groß-Hessen, eines Vorgängers des Hessischen Landtags.
Gustav Locke war Maschinenmeister und in den 1920er Jahren Mitglied des Aufsichtsrates und später Geschäftsführer des Bau- und Sparvereins in Wetzlar. Im Ersten Weltkrieg war er Soldat und wurde schwer verletzt. In Wetzlar war er Vorsitzender des Reichsbundes der Kriegsbeschädigten und Hinterbliebenen.
1924 bis 1929 gehörte er für die SPD dem Stadtparlament an. Mit der Machtergreifung der Nationalsozialisten wurde er kurzzeitig in "Schutzhaft" genommen und lebte dann in Wiesbaden bei seiner Tochter. Er arbeitete in Wiesbaden in einer Druckerei, bis er Mitte der 1930er Jahre entlassen wurde und als Photograph arbeitete.
Im Rahmen der Aktion Gitter wurde er 1944 erneut verhaftet und für 2 Wochen im Gefängnis Frankfurt-Preungesheim festgehalten.
Nach dem Zweiten Weltkrieg wurde er Ortsvorsitzender der SPD in Wetzlar, Stadtverordneter und Mitglied des Stadtausschusses. Vom 26. Februar 1946 bis zum 14. Juli 1946 war Gustav Locke Mitglied des ernannten Beratenden Landesausschusses Hessen.